# 班卡拉左旋蜗牛
班卡拉左旋蜗牛（学名：Camaena batanica pancala），或作班加拉左旋蝸，是柄眼目坚齿螺科坚齿螺属的一种。主要分布于台湾恆春，树栖型。
與阿猴蜗牛（Satsuma bacca）外觀相似，惟其螺旋分別為右旋與左旋。